# Roger Scotti
Roger Scotti (Marselha, 29 de julho de 1925 – Marselha, 12 de dezembro de 2001) foi um futebolista francês que atuava como meia. Jogou toda a sua carreira no  Olympique de Marseille.